# Telebasis pallida
Telebasis pallida – gatunek ważki z rodziny łątkowatych (Coenagrionidae).